# Pottawattamie County
Das Pottawattamie County ist ein County im US-amerikanischen Bundesstaat Iowa. Im Jahr 2020 hatte das County 93.667 Einwohner und eine Bevölkerungsdichte von 37,9 Einwohnern pro Quadratkilometer. Der Verwaltungssitz (County Seat) ist Council Bluffs.
Das Pottawattamie County ist Bestandteil der beiderseits des Missouri in den Bundesstaaten Iowa und Nebraska gelegenen Metropolregion Omaha-Council Bluffs.

## Geografie
Das County liegt im Südwesten von Iowa an der Mündung des Boyer River in den Missouri River, der die Grenze zu Nebraska bildet.
Das Pottawami County erstreckt sich über eine Fläche von 2486 Quadratkilometern, wovon 15 Quadratkilometer Wasserfläche sind.
An das Pottawatami County grenzen folgende Nachbarcountys:
| Washington County (Nebraska) | Harrison County | Shelby County     |
| Douglas County (Nebraska)    |                 | Cass County       |
| Sarpy County (Nebraska)      | Mills County    | Montgomery County |

## Geschichte
Das Pottawattamie County wurde am 21. September 1848 gebildet. Benannt wurde es nach dem Indianervolk der Potawatomi.

## Bevölkerung
Nach der Volkszählung im Jahr 2010 lebten im Pottawattamie County 93.158 Menschen in 36.325 Haushalten. Die Bevölkerungsdichte betrug 37,7 Einwohner pro Quadratkilometer. In den 36.325 Haushalten lebten statistisch je 2,46 Personen.
Ethnisch betrachtet setzte sich die Bevölkerung zusammen aus 92,9 Prozent Weißen, 1,4 Prozent Afroamerikanern, 0,5 Prozent amerikanischen Ureinwohnern, 0,6 Prozent Asiaten sowie aus anderen ethnischen Gruppen; 1,9 Prozent stammten von zwei oder mehr Ethnien ab. Unabhängig von der ethnischen Zugehörigkeit waren 6,6 Prozent der Bevölkerung spanischer oder lateinamerikanischer Abstammung.
24,1 Prozent der Bevölkerung waren unter 18 Jahre alt, 61,6 Prozent waren zwischen 18 und 64 und 14,3 Prozent waren 65 Jahre oder älter. 51,0 Prozent der Bevölkerung war weiblich.

Das jährliche Durchschnittseinkommen eines Haushalts lag bei 48.728 USD. Das Prokopfeinkommen betrug 23.782 USD. 12,1 Prozent der Einwohner lebten unterhalb der Armutsgrenze.

## Ortschaften
Inkorporierte Citys und nicht inkorporierte Census-designated places (CDP):
| Ort            | Einwohner 2010 | Einwohner 2020 | Typ  |
| -------------- | -------------- | -------------- | ---- |
| Council Bluffs | 62.230         | 62.799         | City |
| Carter Lake    | 3785           | 3791           | City |
| Oakland        | 1527           | 1524           | City |
| Avoca          | 1506           | 1683           | City |
| Treynor        | 919            | 1032           | City |
| Underwood      | 917            | 954            | City |
| Neola          | 842            | 918            | City |
| Carson         | 812            | 766            | City |
| Walnut         | 785            | 747            | City |
| Shelby1        | 641            | 727            | City |
| Crescent       | 617            | 628            | City |
| Minden         | 599            | 600            | City |
| Macedonia      | 246            | 267            | City |
| Hancock        | 196            | 194            | City |
| McClelland     | 151            | 146            | City |
| Bentley        | 118            | 93             | CDP  |
| Weston         | 92             | 78             | CDP  |
| Loveland       | 35             | 36             | CDP  |

1 – teilweise im Shelby County

Von der Volkszählung nicht separat erfasste Unincorporated Communities:
- Honey Creek
- Manawa

1 – teilweise im Shelby County

## Gliederung
Das Pottawattamie County ist in 29 Townships eingeteilt:
| Township            | Einw. (2010) | FIPS     |
| ------------------- | ------------ | -------- |
| Belknap Township    | 1610         | 19-90174 |
| Boomer Township     | 681          | 19-90297 |
| Carson Township     | 964          | 19-90483 |
| Center Township     | 219          | 19-90624 |
| Crescent Township   | 1201         | 19-90852 |
| Garner Township     | 7222         | 19-91545 |
| Grove Township      | 155          | 19-91788 |
| Hardin Township     | 1049         | 19-91839 |
| Hazel Dell Township | 1259         | 19-91896 |
| James Township      | 219          | 19-92187 |

| Township           | Einw. (2010) | FIPS     |
| ------------------ | ------------ | -------- |
| Kane Township      | 53.485       | 19-92292 |
| Keg Creek Township | 791          | 19-92298 |
| Knox Township      | 1724         | 19-92325 |
| Lake Township      | 1104         | 19-92364 |
| Layton Township    | 948          | 19-92388 |
| Lewis Township     | 12.954       | 19-92433 |
| Lincoln Township   | 131          | 19-92598 |
| Macedonia Township | 396          | 19-92748 |
| Minden Township    | 1041         | 19-92949 |
| Neola Township     | 1180         | 19-93057 |

| Township              | Einw. (2010) | FIPS     |
| --------------------- | ------------ | -------- |
| Norwalk Township      | 1525         | 19-93135 |
| Pleasant Township     | 251          | 19-93372 |
| Rockford Township     | 632          | 19-93678 |
| Silver Creek Township | 957          | 19-93900 |
| Valley Township       | 377          | 19-94311 |
| Washington Township   | 414          | 19-94551 |
| Waveland Township     | 200          | 19-94605 |
| Wright Township       | 195          | 19-94785 |
| York Township         | 274          | 19-94809 |